# Santo Estêvão (Alenquer)
Santo Estêvão foi uma freguesia portuguesa do município de Alenquer, com 16,07 km² de área e 6 687 habitantes (2011). Densidade: 416,1 h/km². Era uma das duas freguesias (a par de Triana) que constituíam a vila de Alenquer.
Foi extinta (agregada) em 2013, no âmbito de uma reforma administrativa nacional, tendo sido agregada à freguesia de Triana, para formar uma nova freguesia denominada União das Freguesias de Alenquer (Santo Estêvão e Triana) da qual é sede.

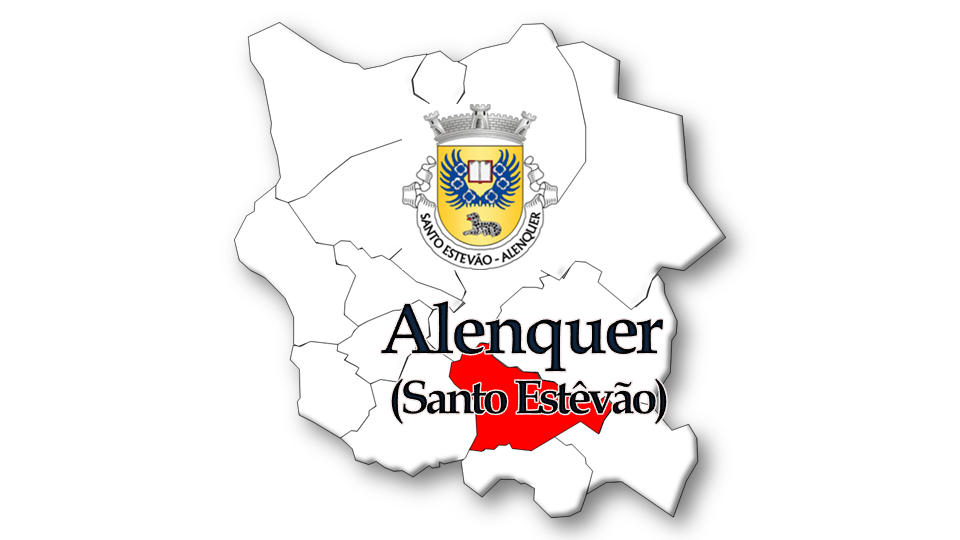
Localização da Freguesia de Alenquer (Santo Estêvão) no Município de Alenquer

## População
★ Em 1984 foram desanexados lugares para criar a freguesia do Carregado

| Nº de habitantes | Nº de habitantes | Nº de habitantes | Nº de habitantes | Nº de habitantes | Nº de habitantes | Nº de habitantes | Nº de habitantes | Nº de habitantes | Nº de habitantes | Nº de habitantes | Nº de habitantes | Nº de habitantes | Nº de habitantes | Nº de habitantes | Nº de habitantes |
| ---------------- | ---------------- | ---------------- | ---------------- | ---------------- | ---------------- | ---------------- | ---------------- | ---------------- | ---------------- | ---------------- | ---------------- | ---------------- | ---------------- | ---------------- | ---------------- |
| Censo            | 1864             | 1878             | 1890             | 1900             | 1911             | 1920             | 1930             | 1940             | 1950             | 1960             | 1970             | 1981             | 1991             | 2001             | 2011             |
| Habit            | 2305             | 2656             | 3131             | 3559             | 3869             | 3673             | 4150             | 4088             | 4221             | 4626             | 5277             | 5702             | 4383             | 5338             | 6687             |
| Varº             |                  | +15%             | +18%             | +14%             | +9%              | -5%              | +13%             | -1%              | +3%              | +10%             | +14%             | +8%              | -23%             | +22%             | +25%             |

|     | 0-14 anos    | 15-24 anos | 25-64 anos     | 65 e + anos  |
| Hab | 803 \| 1 191 | 660 \| 634 | 2 949 \| 3 763 | 926 \| 1 099 |
| Var | +48%         | -4%        | +28%           | +19%         |

## Património
- Túmulo de Damião de Góis na Capela da Igreja de São Pedro (Alenquer)
- Portal manuelino do Convento de São Francisco (Alenquer)
- Capela da Igreja de São Pedro (Alenquer) (e recheio)
- Castelo de Alenquer
- Capela de Santa Catarina (Alenquer)
- Igreja da Misericórdia de Alenquer (e recheio)
- Padrão da Ponte do Espírito Santo
- Convento de São Francisco
- Igreja de Santa Maria da Várzea
- Capela do Espírito Santo
- Celeiro Público

Património Arquitectónico Não Classificado
- Edifício dos Paços do Concelho
- Parque Vaz Monteiro - Coleção Heráldica
- Torre da Igreja de Santiago
- Aula do Conde de Ferreira
- Fábrica do Papel
- Torre da Couraça
- Fábrica de Lanifícios da Chemina
- Recolhimento de Nossa Senhora da Carnota
- Convento de Santa Catarina da Carnota
- Mosteiro de Nossa Senhora da Conceição
- Casa da Torre
- Cruzes da Via Sacra
- Cadeia Velha
- Chafariz
- Arcos Góticos
- Quinta do Brandão
- Quinta do Bravo
- Quinta de Pancas
- Quinta de São Clemente
- Quinta das Sete Pedras
- Quinta das Varandas
- Moinho da Cabreira (ruínas)
- Moinho do Carmo (ruínas)